# Réacteur nucléaire G2
Pour les articles homonymes, voir G2.
Le réacteur nucléaire G2 est un réacteur nucléaire militaire (production de plutonium) électrogène construit à partir de 1955 par le Commissariat à l'énergie atomique (CEA) sur le site nucléaire de Marcoule. En service de 1958 à 1980, il est en phase de démantèlement. 
Il utilisait du combustible nucléaire à l'uranium naturel (non enrichi) modéré par du graphite, d'où le nom G2 (G pour graphite). 

## Caractéristiques
Plus puissant que son prédécesseur le réacteur G1, G2 est refroidi non pas par de l'air comme G1 mais par un gaz sous pression en circuit fermé, le dioxyde de carbone (CO2). Il s'agit donc du premier réacteur de la filière française des réacteurs à l'uranium naturel graphite gaz (UNGG).
La puissance du réacteur est de 260 MW, la puissance électrique nette fournie au réseau est de 39 MW.
Pour modérer la réaction de fission nucléaire, 12 000 barres de combustible sont insérées dans un bloc de 1 200 tonnes de graphite percé d'environ 50 puits verticaux prévus pour le passage des barres de contrôle et de sécurité. Avec G1 et G3, G2 produisit environ 100 kg de plutonium par an.
Jusqu'en 1959, le combustible nucléaire de G2 était fourni exclusivement par l'usine du Bouchet, qui fut progressivement remplacée par l'usine de Malvesi. Le plutonium produit par G2 fut extrait à l'usine de plutonium UP1 puis employé pour des essais nucléaires français.

## Exploitation
La construction du réacteur débute le 1er mars 1955, la première divergence a lieu le 21 juillet 1958, quelques jours avant la visite du général de Gaulle organisée au centre atomique de Marcoule le 2 août 1958, il est ensuite couplé au réseau le 22 avril 1959, puis arrêté définitivement le 2 février 1980,.
En juillet 1960, les médias ont relayé l'immobilisation très temporairement du réacteur à la suite d'un accident mécanique causant une fuite de CO2 dans le hall de manutention lors d'une opération de changement de combustible.

## Démantèlement
Les opérations d’assainissement puis de démantèlement de G2 ont débuté en 1986. La première phase de démantèlement a consisté à déposer l’ensemble des circuits externes, notamment celui de refroidissement, et à assurer le confinement des blocs réacteurs, elle s’est achevée en 1996.
Après avoir envisagé une fin des opérations au mieux avant 2040, le CEA n’annonce plus de date de fin.